# Henryk Gwardak
Henryk Gwardak (ur. 1951 r. we Wrocławiu, zm. 13 października 2023 r.) – polski organista i pedagog, organizator życia muzycznego w Polsce i za granicą.

## Życiorys
Naukę gry na fortepianie rozpoczął w wieku pięciu lat pod kierunkiem prof. Renaty Wandokanty-Michałowskiej. W wieku czternastu lat rozpoczął naukę gry na organach u prof. Juliana Bidzińskiego. Po ukończeniu Państwowego Liceum Muzycznego we Wrocławiu studiował na Wydziale Instrumentalnym Państwowej Wyższej Szkoły Muzycznej we Wrocławiu, w klasie organów prof. Romualda Sroczyńskiego, oraz w klasie fortepianu prof. Aliny Głowackiej. Po uzyskaniu dyplomu w 1975 podjął pracę nauczyciela w średnich szkołach muzycznych w Legnicy, a następnie w Elblągu, w których to placówkach organizował klasy organów.
W latach 1979–1987 pełnił funkcję organisty katedry św. Mikołaja w Elblągu. Był pomysłodawcą i inicjatorem cyklu koncertów organowych w Elblągu, Kwidzynie i Stegnie, oraz dyrektorem artystycznym Międzynarodowego Festiwalu Muzyki Organowej we Fromborku.
W latach 1987–2014 mieszkał na Wyspach Alandzkich (autonomiczna prowincja Finlandii), gdzie pracował jako organista i kantor parafii w Saltvik (1987–2014). Był także wykładowcą w Instytucie Muzycznym w Mariehamn, gdzie prowadził klasę organów i fortepianu. Od 2001 do chwili obecnej jest kierownikiem artystycznym i prezesem zarządu Stowarzyszenia Ålands Orgel Festival (Alandzki Festiwal Organowy). Za zasługi na polu upowszechniania kultury muzycznej nagradzany zarówno w Polsce, jak i w Finlandii. W roku 2002 wyróżniony medalem 75-lecia autonomii Wysp Alandzkich.
Jego dorobek artystyczny to ponad 400 koncertów w niemal wszystkich krajach Europy oraz w Ameryce Łacińskiej, a także w Japonii. Dokonał nagrań radiowych, telewizyjnych i filmowych w Polsce, Niemczech, Finlandii oraz w Japonii.